# انکتوویل
انکتوویل (به فرانسوی: Anctoville) یک کمون در فرانسه است که در Canton of Caumont-l'Éventé واقع شده‌است.

## خصوصیات
انکتوویل ۱۷٫۴۸ کیلومترمربع مساحت و ۱٬۰۵۶ نفر جمعیت دارد و ۹۰ متر بالاتر از سطح دریا واقع شده‌است.

## نگارخانه

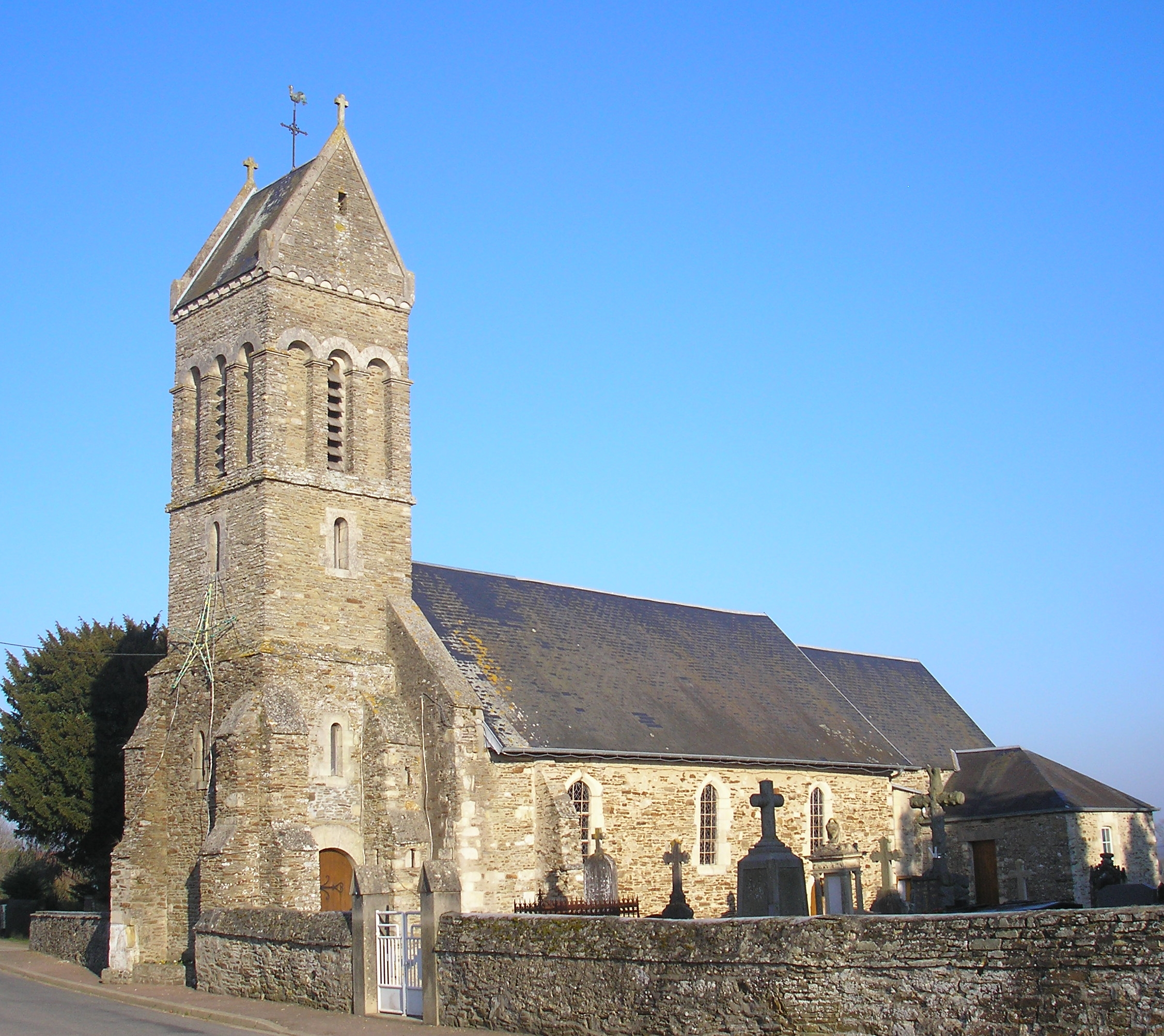
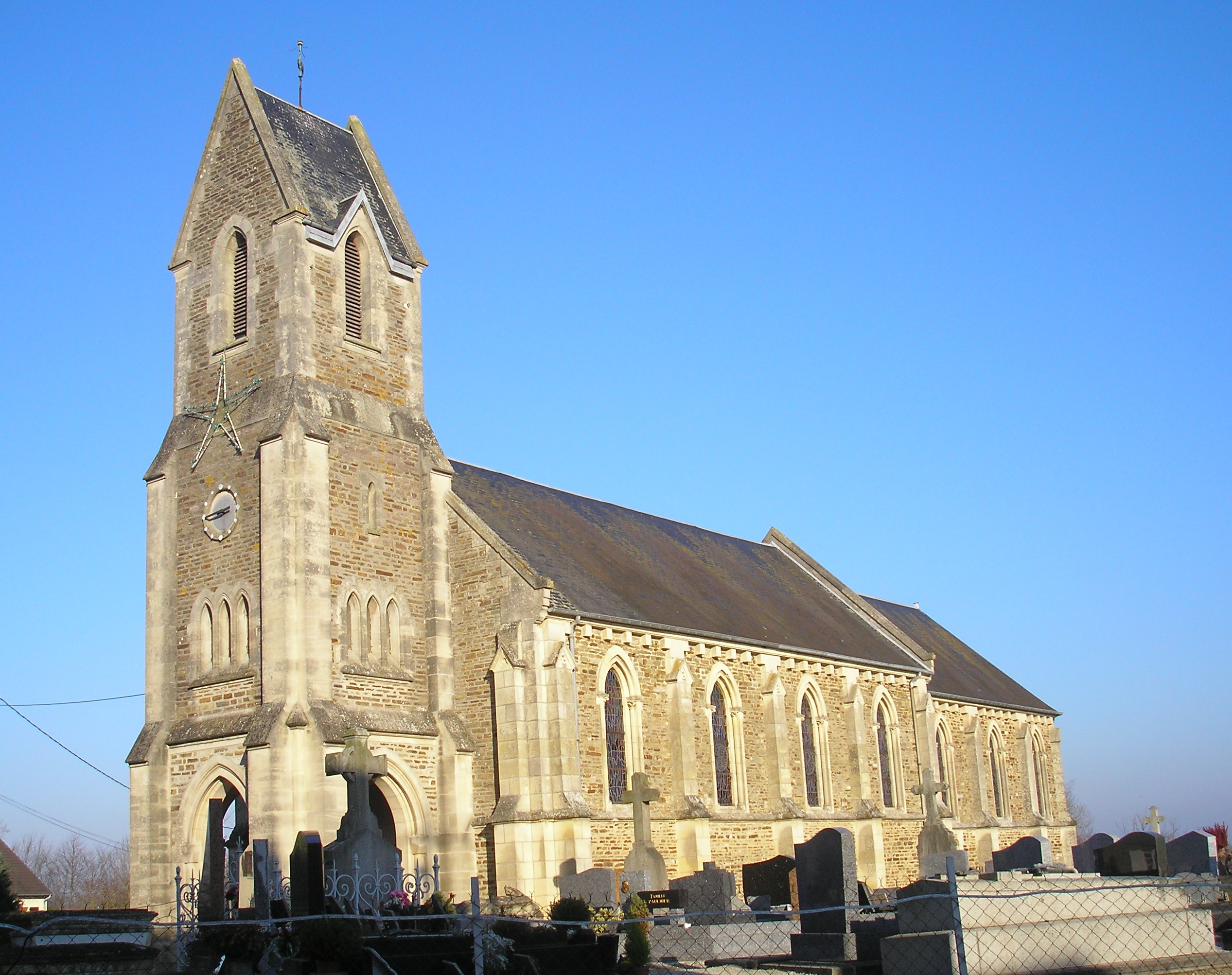